# Bela Masajka
Bela Masajka je avtobiografski roman Corinne Hofmann, kjer opisuje svoje življenje v Keniji med Masaji. Avtorica je po narodnosti pol Francozinja in pol Nemka, živi v Švici. Izvirni naslov Die weiße Massai je prevedla Maruša Mugerli. Ker je bila knjiga velika uspešnica, se je avtorica odločila, da napiše še dve knjigi, ki sta nadaljevanje Bele Masajke. Naslov prvega nadaljevanja je Zbogom, Afrika, naslov drugega pa Vrnitev v Barsaloi.

## Vsebina
Corinne Hofmann je pri sedemindvajsetih letih odšla s svojim dolgoletnim fantom na dopust v Kenijo. Tam je na trajektu zagledala Masaja in se je vanj takoj zaljubila. Svojega fanta je pustila in se preselila v Kenijo, v upanju, da bo imela srečno življenje s svojim Masajem po imenu Lketinga. A se je zmotila. Zaradi dveh različnih kultur, evropejske in afriške, je bilo takšno življenje nemogoče. Ker pa je končno našla veliko ljubezen svojega življenja in je z njo dobila otroka, ji odrekanje in prilagajanje ni predstavljalo problem. To, ni bilo vedno lahko, saj je hitro ugotovila da so v njihovem svetu ženske manj vredne in poniževane, kar je hotela spremeniti. Začela se je postavljati na lastne noge s svojim načinom življenja. 
Ko prebereš to zgodbo, spoznaš, kam lahko ljubezen človeka pripelje.   

## Zbirka
Roman je izšel v zbirki Žepna knjiga.

## Izdaje in prevodi
- Nemška izdaja romana iz leta 2000 (COBISS)
- Slovenska izdaja romana iz leta 2005 (COBISS)

## Priredbe
Po romanu je bil posnet film Bela Masajka, ki ga je režirala Hermine Huntgeburth.